# Joël Veltman
Joël Veltman (Velsen, 15 de enero de 1992) es un futbolista neerlandés que juega en la demarcación de defensa para el Brighton & Hove Albion F. C. de la Premier League.

## Biografía
Se formó en las filas juveniles del VV IJmuiden, hasta que en 2001 se unió a la disciplina del Ajax de Ámsterdam. Hizo su debut con el primer equipo el 19 de agosto de 2012, en un partido contra el NEC Nijmegen al sustituir a Mitchell Dijks en el minuto 79. En 2013 fue intercambiando el primer equipo con el filial, el Jong Ajax, con el que marcó su primer gol oficial en un partido que acabó con derrota por 2–3 contra el Sportpark De Toekomst. El 22 de octubre de 2013 hizo su debut continental al jugar con el primer equipo un partido de la Liga de Campeones de la UEFA 2013-14 contra el Celtic FC al sustituir a Niklas Moisander.
El 29 de julio de 2020 fichó por el Brighton & Hove Albion F. C.

## Selección nacional
El 8 de noviembre de 2013 fue convocado por primera vez para la selección de fútbol de los Países Bajos por el seleccionador Louis van Gaal, para un partido amistoso contra Japón y Colombia. Relegado al banquillo en el partido contra Japón, Veltman hizo su debut el 19 de noviembre de 2013 contra Colombia, en un partido que acabó con empate a cero en el Ámsterdam Arena. El 31 de mayo de 2014, Joël Veltman fue elegido como uno de los 23 jugadores que disputaron la Copa Mundial de fútbol de 2014 para representar a los Países Bajos bajo las órdenes de Louis van Gaal. Disputó dos partidos en el Mundial, uno en la fase de grupos y otro en el partido por el tercer y cuarto puesto contra Brasil.

### Participaciones en Copas del Mundo
| Mundial                        | Sede   | Resultado     | Partidos | Goles |
| ------------------------------ | ------ | ------------- | -------- | ----- |
| Copa Mundial de Fútbol de 2014 | Brasil | Tercer puesto | 2        | 0     |

### Participaciones en Eurocopas
| Eurocopa      | Sede   | Resultado        | Partidos | Goles |
| ------------- | ------ | ---------------- | -------- | ----- |
| Eurocopa 2020 | Europa | Octavos de final | 1        | 0     |

### Goles internacionales
| # | Fecha              | Estadio                                   | Oponente        | Gol | Resultado | Competición |
| - | ------------------ | ----------------------------------------- | --------------- | --- | --------- | ----------- |
| 1 | 4 de junio de 2017 | Stadion Feyenoord, Róterdam, Países Bajos | Costa de Marfil | 1–0 | 5-0       | Amistoso    |
| 2 | 4 de junio de 2017 | Stadion Feyenoord, Róterdam, Países Bajos | Costa de Marfil | 3–0 | 5-0       | Amistoso    |

## Clubes
| Club                         | País         | Año           | Partidos | Goles |
| ---------------------------- | ------------ | ------------- | -------- | ----- |
| Ajax de Ámsterdam            | Países Bajos | 2012-2013     | 10       | 0     |
| Jong Ajax                    | Países Bajos | 2013          | 36       | 2     |
| Ajax de Ámsterdam            | Países Bajos | 2013-2020     | 236      | 10    |
| Brighton & Hove Albion F. C. | Inglaterra   | 2020-presente | 163      | 4     |

## Palmarés

### Campeonatos nacionales
| Título                        | Club              | País         | Año  |
| ----------------------------- | ----------------- | ------------ | ---- |
| Eredivisie                    | Ajax de Ámsterdam | Países Bajos | 2013 |
| Supercopa de los Países Bajos | Ajax de Ámsterdam | Países Bajos | 2013 |
| Eredivisie                    | Ajax de Ámsterdam | Países Bajos | 2014 |
| Eredivisie                    | Ajax de Ámsterdam | Países Bajos | 2019 |
| Supercopa de los Países Bajos | Ajax de Ámsterdam | Países Bajos | 2019 |
| Copa de los Países Bajos      | Ajax de Ámsterdam | Países Bajos | 2019 |